# 部屋とYシャツと私 〜あれから〜
「部屋とYシャツと私〜あれから〜」（へやとワイシャツとわたし〜あれから〜）は、平松愛理の28枚目のシングル楽曲。2019年8月28日発売。

## 解説
「部屋とYシャツと私〜あれから〜」は、1992年に発売され大ヒットした「部屋とYシャツと私」の続編（アンサーソング）。
結婚前の女性の心境を歌った原曲に対し、今作は夫婦として月日を重ねた妻の心情を描いている。
原作がヒットした後、続編の制作の話が何度も持ちかけられたが、「絶対に無理です」とこれをかたくなに拒み続けてきた。しかし自身のデビュー30周年をきっかけに「これを書かないとその先はないという気持ち」で続編の作曲を決断したという。
原曲の作曲期間は2か月であったが、今作は半年を費やした。
MVには夫役として薬丸裕英がゲスト出演している。

## 収録曲
（全作詞・作曲：平松愛理）
1. 部屋とYシャツと私〜あれから〜
2. きっと届け
3. ありがとう（神戸明舞イメージソング）